# Naught (album)
 (septembre 2023).
Albums de Stolen Babies
There Be Squabbles Ahead
(2006)
Naught est le second album du groupe Stolen Babies. Nommé par Rani Sharone, bassiste du groupe, Naught représente le manque d'espoir, tout pour le néant. Cet album est plus sombre que le précédent album, There Be Squabbles Ahead (en). Plusieurs chansons de l'album sont très proches des expériences personnelles des membres. L'album est sorti le 18 septembre 2012 sous forme numérique et le 16 octobre de la même année en CD via le label No Comment Records. Le 17 septembre 2012, l'album est déposé sur Soundcloud et Shockya.com.

## Liste des pistes
Liste des titres de l'album Naught adaptée d' Allmusic 
| 1.    | Never Come Back             | 2:56 |
| 2.    | Splatter                    | 3:14 |
| 3.    | Second Sleep                | 3:34 |
| 4.    | Behind The Days             | 1:41 |
| 5.    | Mousefood                   | 2:41 |
| 6.    | Don't Know                  | 3:41 |
| 7.    | I Woke Up                   | 2:34 |
| 8.    | Swimming Hole               | 3:29 |
| 9.    | Dried Moat                  | 3:42 |
| 10.   | Prankster                   | 3:46 |
| 11.   | Birthday Song               | 2:30 |
| 12.   | Civil Disguise              | 3:12 |
| 13.   | Grubbery (burnt to a crisp) | 4:37 |
| 41:37 |                             |      |